# محطة صلاح الدين (مترو دبي)
محطة صلاح الدين (بالإنجليزية: Salah Al-Din station)؛ هي محطة نقل سريع على الخط الأخضر لشبكة مترو دبي التي تخدم دبي في الإمارات العربية المتحدة.